# 도선사 (사찰)
도선사(道詵寺)는 서울특별시 강북구 우이동에 위치한 사찰이다. 신라 경문왕 2년 도선(道詵)이 세운 것으로 알려져 있다. 조계사의 말사이다.
서울특별시 안에서 차량으로 접근할 수 있는 사찰 가운데 최고 높은 지점 (해발 약 400m)에 위치해 있다

## 같이 보기
- 서울특별시의 사찰 목록